# Station Shiga
Station Shiga (志賀駅, Shiga-eki) is een spoorwegstation in de Japanse stad Ōtsu. Het wordt aangedaan door de Kosei-lijn. Het station heeft twee sporen, gelegen aan twee zijperrons. 

## Treindienst

### JR West
| 1 | ■ Kosei-lijn | richting Ōmi-Imazu en Tsuruga |
| 2 | ■ Kosei-lijn | richting Katata en Kioto      |

## Geschiedenis
Het station werd in 1974 geopend.  

## Stationsomgeving
- Yatokoro-schrijn
- Lawson
- Autoweg 161
- Hōrai-berg
- Biwameer

(Kioto) · Yamashina · Ōtsukyō · Karasaki · Hieizan Sakamoto · Ogoto-onsen · Katata · Ono · Wani · Hōrai · Shiga · Hira · Ōmi-Maiko · Kita-Komatsu · Ōmi-Takashima · Adogawa · Shin-Asahi · Ōmi-Imazu · Ōmi-Nakashō · Makino · Nagahara · Ōmi-Shiotsu (>> Hokuriku-lijn)